# 日進インターチェンジ
日進インターチェンジ（にっしんインターチェンジ）は、愛知県日進市に建設予定の名古屋瀬戸道路のインターチェンジである。
現在、東名高速道路日進ジャンクションから日進インターチェンジ（仮称）へのランプ建設が事業中であるが、愛知県が行う名古屋瀬戸道路用地買収の進捗の遅れや予算措置の状況により、2028年度（令和10年度）が開通予定となっている。

## 接続する道路
- 愛知県道57号瀬戸大府東海線

## 隣のインターチェンジ
名古屋瀬戸道路
日進IC（仮称） - (20-2)日進JCT - 長久手TB - (20-3)長久手IC